# Ангрі (провінція Салерно)
Ангрі, Анґрі (італ. Angri) — муніципалітет в Італії, у регіоні Кампанія, провінція Салерно.
Ангрі розташоване на відстані близько 220 км на південний схід від Рима, 29 км на південний схід від Неаполя, 18 км на захід від Салерно.
Населення — 33 826 осіб (2014).
Щорічний фестиваль відбувається 24 червня. Покровитель — святий Іван Хреститель.

## Демографія
Населення за роками:

Станом на 1 січня 2023 року в муніципалітеті офіційно проживав 1251 іноземець з 55 країн, серед них 270 громадян країн Євросоюзу та 228 громадян України.

## Сусідні муніципалітети
- Корбара
- Леттере
- Сан-Марцано-суль-Сарно
- Сант'Антоніо-Абате
- Сант'Еджидіо-дель-Монте-Альбіно
- Скафаті